# Acholla

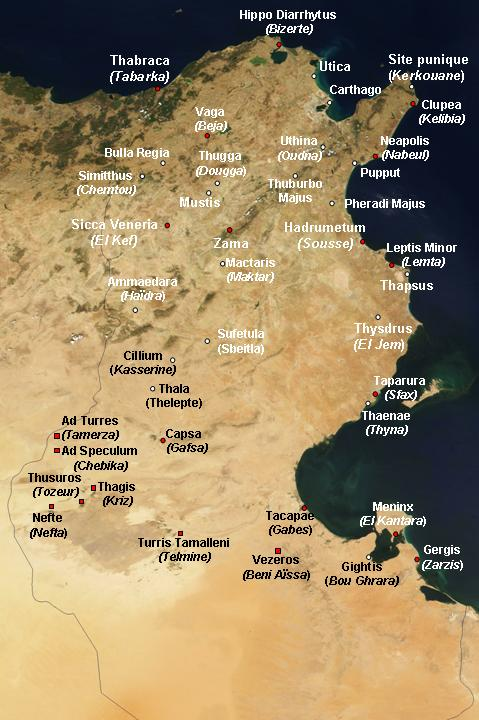
Yacimiento de la antigua Acholla al suroeste de Túnez

Acholla es un yacimiento arqueológico de Túnez situado en la costa, a 60 kilómetros aproximadamente de la ciudad de Sfax, en Rass Bou Tria.
Las primeras excavaciones tuvieron lugar en 1937, pero el yacimiento no fue identificado hasta 1947. Las excavaciones principales, que se iniciaron este último año y duraron 10 años, fueron dirigidas por Gilbert-Charles Picard.
Descubrieron un tofet y principalmente restos de la ciudad romana: las termas de Trajano, un baptisterio y sobre todo ricas villas romanas con varios mosaicos, algunos depositados en el Museo nacional del Bardo.